# Oleg Kononenko
Oleg Dmitrievitch Kononenko[i] (em russo:  Олег Дмитриевич Кононенко); Chardzu, 21 de junho de 1964) é um cosmonauta russo, veterano de quatro missões espaciais na Estação Espacial Internacional.

## Carreira
Nasceu em Chardzhou, URSS (atual Turcomenistão) em uma família simples. O padre Dmitriý Iwanoviç Kononenko - trabalhou como motorista em uma empresa de transporte de cargas, mãe Taisiýa Stepanowna Çurakowa - era um operador de comunicações no aeroporto de Türkmenabat. Kononenko se formou no colegial №15 da cidade de Turkmenabat e é digno de nota que também tivessa excelentes notas na disciplina de idioma turcomano. Estudou em uma escola especializada em vôlei e fez parte da equipe juvenil do Turcomenistão.
Formou-se em engenharia mecânica pelo Instituto de Aviação de Kharkov, na Ucrânia, em 1988, e trabalhou na TsSKB-Progress, empresa estatal especializada no desenho e desenvolvimento de foguetes lançadores, ligada à Roskosmos, como responsável por desenhos de sistemas, análise e desenvolvimento de sistemas elétricos de espaçonaves.
Em março de 1996, ele foi selecionado para integrar o programa de seleção de cosmonautas e passou dois anos em treinamento no Centro de Treinamento de Cosmonautas Yuri Gagarin, na Cidade das Estrelas, formando-se em 1998. Em outubro do mesmo ano, passou a fazer parte do quadro ativo de treinamento para missões na Estação Espacial Internacional.
Foi ao espaço pela primeira vez dez anos depois, em abril de 2008, como engenheiro de voo da Soyuz TMA-12, e passou seis meses em órbita como tripulante da Expedição 17 na Estação Espacial Internacional, retornando em outubro do mesmo ano, após 199 dias em órbita.
Em 21 de dezembro de 2012 foi novamente ao espaço como comandante da nave Soyuz TMA-03M, junto com os astronautas Donald Pettit e André Kuipers, para nova missão de seis meses na ISS, como engenheiro de voo da Expedição 30 e comandante da subsequente Expedição 31.
Após mais de seis meses participando das duas expedições, Kononenko retornou à Terra com a TMA-03, que pousou nas estepes do Casaquistão às 14:14 (hora local) de 1 de julho de 2012, numa área remota perto da cidade de  Dzhezkazgan. A tripulação, que passou 193 dias no espaço, 191 deles a bordo da ISS, foi recebida pelas equipes de apoio da NASA e da Roskosmos.
Foi ao espaço pela terceira vez em 22 de julho de 2015, comandando a tripulação da Soyuz TMA-17M, para uma missão de longa duração de cerca de cinco meses a bordo da Estação Espacial Internacional, participando das Expedições 44 e 45.  Retornou em 11 de dezembro depois de passar 142 dias em órbita.
Foi ao espaço pela quarta vez em 3 de dezembro de 2018 comandando a Soyuz MS-11 para mais um missão de longa duração na ISS, integrando a Expedição 58 e comandando a Expedição 59. Encerrada  a missão, depois de acumular mais 203 dias no espaço, Kononenko retornou á Terra comandando a MS-11, pousando nas estepes do Casaquistão na manhã de 25 de junho de 2019 (hora local: 08:47), onde a tripulação foi recolhida em segurança pelas equipes de apoio em terra.
No dia 2 de fevereiro de 2024, durante a Expedição 70 Kononenko atingiu a marca de 878 dias, 11 horas, 29 minutos e 48 segundos acumulados durante cinco voos espaciais, ultrapassando o recorde de Gennady Padalka.
No dia 05 de junho de 2024, Kononenko atingiu a marca de 1000 dias no espaço, acumulado durante cinco voos espaciais. Tornando assim a pessoa com mais tempo no espaço. 

## Prêmios
Um dos mais experientes cosmonautas russos na ativa, Kononenko já acumulou quatro missões em órbita num total superior a 700 dias no espaço e realizou quatro caminhadas espaciais nelas, num total superior a um dia inteiro fora da estação.  Entre outras honrarias, ele recebeu a medalha de Herói da Federação Russa, a maior condecoração do país e que lhe foi entregue pessoalmente pelo presidente Vladimir Putin  e a cidadania honorária da cidade de  Gagarin (antiga  Gzhatsk, rebatizada em 1968 em homenagem ao primeiro homem no espaço)  na província de Smolensk, que premia aqueles que demonstram anos de excelência como cosmonauta, profundo senso de responsabilidade e capacidade de lidar com situações complexas, continuando os feitos estelares de Yuri Gagarin. Recebeu também o título de Herói do Turcomenistão em 2019.

## Nota
- ↑i No programa espacial soviético chegou a existir um outro cosmonauta chamado Oleg Kononenko, selecionado em 12 de julho de 1977. Seu nome completo era Oleg Grigoriyevich Kononenko. Morreu em setembro de 1980 em um acidente aéreo no Mar da China, sem nunca ter ido ao espaço.[1]